# Mezquita de Gypjak
La mezquita de Gypjak o mezquita de Türkmenbaşy Ruhy (en turcomano, Türkmenbashy Ruhy metjidi) es una mezquita en la villa de Gypjak, a 7 km al oeste del centro de Asjabad, Turkmenistán, sobre la autopista M37. 
Fue construida por la compañía francesa Bouygues, en la localidad natal del dictador turcomano Saparmurat Niyazov. Se inauguró el 22 de octubre de 2004 con el propósito de servir de tumba a Niyazov. Fue sepultado en ese lugar el 24 de diciembre de 2006.
La mezquita ha sido centro de controversias ya que en sus paredes aparecen juntas en pie de igualdad citas del Corán y del Ruhnama (o Libro del Alma), una guía seudoespiritual escrita por Niyazov.